# Icelandair Group
Die Icelandair Group ist eine isländische Unternehmensgruppe mit Sitz in der Hauptstadt Reykjavík. Geschäftsgrundlage ist der Betrieb von Fluggesellschaften und dazugehörigen Dienstleistungen im Tourismus. Das Unternehmen ist Bestandteil des OMX Iceland 8-Index.
2015 hatte die Gruppe 3384 Mitarbeiter und erwirtschaftete einen Umsatz von 1,1 Milliarden US-Dollar. 3,7 Millionen Passagiere wurden im Inland sowie zu 16 Zielen in Nordamerika und 27 in Europa transportiert.
Am 5. November 2018 kündigte Icelandair Group an, alle Anteile von Konkurrent WOW air übernehmen zu wollen. Die beiden Fluggesellschaften sollten allerdings ihre eigenen Marktauftritte beibehalten. Noch im selben Monat wurde das Vorhaben wieder verworfen. WOW air ging 2019 in die Insolvenz und stellte den Flugbetrieb ein.

## Gesellschaften
- Icelandair, Islands größte Fluggesellschaft
- Icelandair Cargo, Luftfrachtunternehmen
- Air Iceland Connect, Regionalfluggesellschaft, im April 2021 mit Icelandair fusioniert
- Icelandair Hotels, Hotelbetreiber
- Iceland Travel, Reisebüro
- Loftleidir Icelandic, Flugzeuginstandhaltung
- IGS, Flugabfertigung
- Feria, Reiseagentur
- Fjárvakur, Finanzdienstleistungen für Fluggesellschaften